# Mont Cliche
Le mont Cliche est une montagne en Estrie, au Québec, qui fait partie des Appalaches ; son altitude est de 693 mètres.

## Toponymie
Le toponyme « mont Cliche » a été officialisé le 5 décembre 1968 à la Commission de toponymie du Québec.

## Géographie
La montagne est située dans le rang 4 qui mène au lac aux Araignées dans la municipalité de Frontenac.